# Оссифицирующий миозит
Оссифицирующий миозит — группа заболеваний соединительной ткани, часто по типу относимая к миозитам.
В данное время подразделяется в основном на три подтипа:
- Травматический оссифицирующий миозит
- Прогрессирующий оссифицирующий миозит
- Трофоневротический оссифицирующий миозит

К травматическим миозитам относят приобретенные с травмой воспалительные заболевания, локализующиеся преимущественно в суставных связках и характеризующиеся патологическим окостенением в травмированном месте либо рядом с ним. Относительно успешно лечится хирургическим путём.
Второй тип оссифицирующего миозита — генетически обусловленный, неизлечимый, окостенение в мышцах начинается спонтанно и непредсказуемо и с возрастом охватывает практически все группы мышц, превращая части мышц в кости. Исход всегда летален после окостенения грудных и глотательных мышц, соответственно от глубокой одышки переходящей в асфиксию и истощения из-за невозможности принимать пищу. Другое название — фибродисплазия оссифицирующая прогрессирующая.